# ديفيد سيرز
ديفيد سيرز (بالإنجليزية: David Sears)‏ هو شخصية أعمال أمريكي، ولد في 1787، وتوفي في 1871.